# 계석로
계석로(Gyeseok-ro)은 경상남도 양산시 동면 석산리와 다방동을 연결하는 도로이다.

## 노선 경로
- 계석교차로 - 양산대로 (국도 제35호선)
- 다방교앞사거리 - 노포사송로
- 중앙로와 직결 (양산 방향)